# Silvestre Cau
Silvestre Cau (Salta, Provincias Unidas del Río de la Plata, ca. 1825–San Salvador de Jujuy, República Argentina, 28 de julio de 1884) fue un político de origen salteño que desarrolló su carrera en la provincia de Jujuy alcanzando su gobernación en carácter provisional.

## Biografía
Silvestre Cau había nacido hacia 1825 en la ciudad de Salta, y de adulto se trasladó a la provincia de Jujuy, donde se casó en primeras nupcias con Josefa Mealla, con quien tuvo nueve hijos, después de enviudar (en 1880) se casó con Carlota Juliá (1883) proveniente de una distinguida familia jujeña, con quien tuvo un único hijo, Silvestre Cau Juliá.
Ostentaba el grado de coronel cuando participó de la revolución del 19 de octubre de 1870 dirigida por José María Álvarez Prado contra el gobernador interino Mariano Iriarte. 
Durante la crisis por la sucesión del gobernador Cástulo Aparicio tomó partido contra su sucesor Martín Torino, participando del movimiento del 12 de mayo. El 17 de mayo de 1879 fue elegido por la asamblea gobernador provisional de la provincia, mientras el gobernador derrocado y su ministro, José María Orihuela Morón, se refugiaban en Salta. 
En la provincia vecina, Orihuela levantó un ejército con el que invadió Jujuy derrotando a las fuerzas revolucionarias al mando de Silvestre Cau en el combate de Chorrillos del 1 de junio. Tocó entonces el turno a Cau y sus compañeros de asilarse en la ciudad de Salta hasta que la exitosa revolución de septiembre le permitió regresar.
El 7 de octubre fue designado jefe de las guardias nacionales movilizadas de la provincia y en 1880 fue nombrado comisario superior de Policía. El 3 de junio de 1884 fue suspendido en sus funciones por el gobernador Eugenio Tello acusado de conspirar contra el gobierno. Falleció el 28 de julio de ese mismo año. Su hijo Demetrio Cau fue cura en la provincia.